# Servicio militar obligatorio en Venezuela

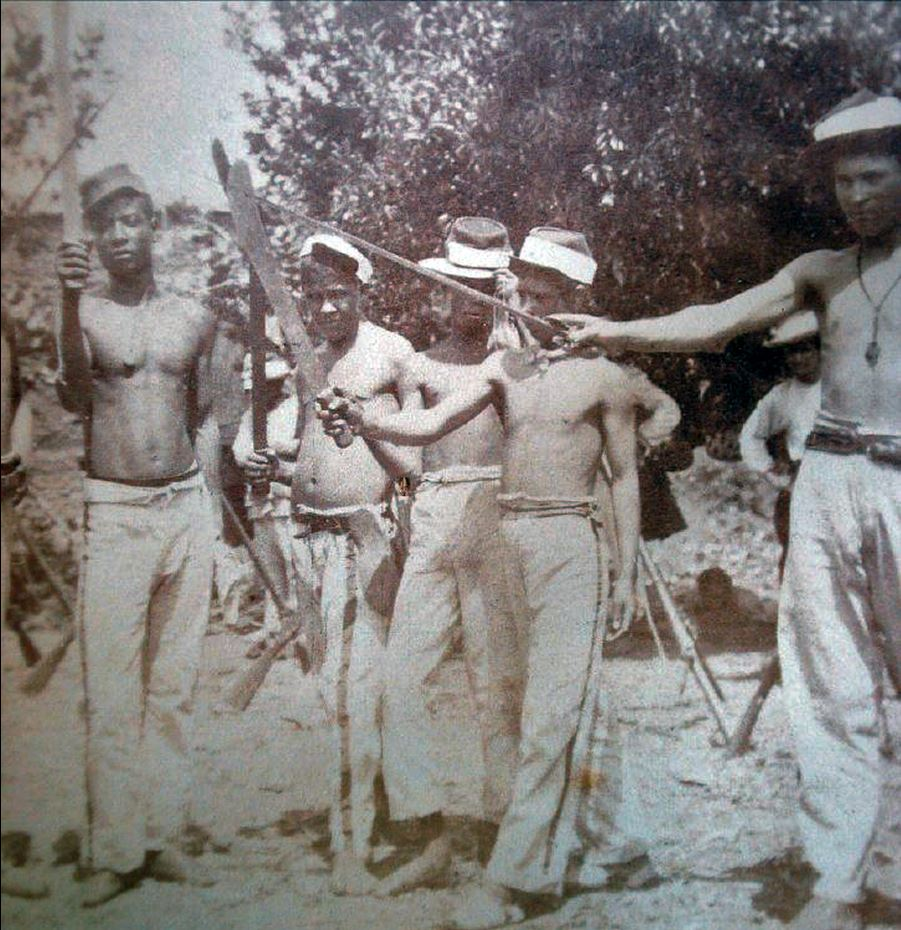
Niños soldados durante la Revolución Legalista.

El servicio militar obligatorio en Venezuela, también conocido como la recluta, es el término con el que se conoce en el país a la prestación obligatorio que tienen todos los ciudadanos para incorporarse a las fuerzas armadas por un tiempo específico.
Desde la época colonial se implementaron diversos mecanismos de reclutamiento, tanto voluntarios como forzados, para incorporar nuevos soldados en el ejército. Estas prácticas se mantuvieron vigentes a lo largo del siglo XIX durante el cual tuvieron lugar la guerra de independencia y una serie de guerras civiles que provocaron que un gran número de personas fueran forzadas a enlistarse, incluyendo a niños.
Durante todo el siglo XX se mantuvo vigente la conscripción y tanto los gobiernos dictatoriales como los democráticos siguieron implementando el reclutamiento forzoso. En el siglo XXI, en la constitución de 1999 se prohibió el reclutamiento forzado, se estableció la posibilidad de prestar un servicio civil como alternativa al servicio militar y se garantizó la objeción de conciencia. Sin embargo, en años posteriores se aprobaron algunas leyes que establecieron la obligatoriedad de inscribirse en el registro militar y los inscritos podrían ser convocadas para alistarse.

## Historia

### Época colonial
Durante la época colonial se implementaron diversos mecanismos para enlistar nuevos soldados tanto en tiempos de paz como de guerra. La quinta establecía que cada año todos los pueblos debían enviar un hombre de cada cinco al ejército. Como complemento de esta se realizaba un sorteo donde se escogía al azar a los reclutas de cada población. Mientras que la leva hacía uso tanto del reclutamiento voluntario como del reclutamiento forzoso de vagabundos y personas sin oficio. Aunque la quinta se llegó a prohibir en territorios colonizados en América por lo que solo se permitió el uso la leva para incorporar nuevos soldados.
Los nuevos reclutas en ocasiones eran enviados a expediciones de conquista. Las autoridades, por medio del derecho indiano, también impusieron que todos los hombres debían estar armados debido a la necesidad de defensa contra incursiones de corsarios y piratas. Las campañas de alistamiento provocaron rechazo en parte de la población a prestar el servicio militar debido a las condiciones a las que eran sometidos los reclutas. En algunos testimonios se mencionaba que eran conducidos a pie, esposados y se les alojaba en cárceles.
Desde el siglo XVIII se comenzó a implementar la conscripción. Esta generalmente se aplicaba a los hombres jóvenes con buenas condiciones físicas y se excluía a los vagabundos, desertores, los hijos de viudas pobres o padres ancianos y a los jóvenes que mantenían a sus hermanos menores.
En 1769 entró en vigencia en los territorios de ultramar la Ordenanza del Ejército para su Régimen, Subordinación y Servicio, donde se abordaban temas relacionados con el funcionamiento del ejército. La ordenanza estableció que una junta de recluta sería la encargada de fijar el tiempo de servicio que podía llegar hasta más de veinte años. También se hacía mención que los nuevos soldados debían ser voluntarios y no forzados, estar entre los 16 y 40 años y ser católicos. Debido a las malas condiciones del servicio, muchos optaban por desertar lo que provocaba castigos ejemplares, incluida la pena de muerte.
Desde 1771, debido a la falta de individuos en el ejército permanente Colonial y a la necesidad de defender las colonias de otras potencias, se crearon milicias regladas y se empezaron a reclutar individuos de diversas castas para formar milicias segregadas. Existieron milicias de blancos y de pardos, pero el temor a rebeliones entre la población de color provocó limitaciones y restricciones en estas milicias, lo que pudo haber influido en el aumento de un odio de casta en parte de la población.

### SigloXIX

#### Guerra de independencia
Desde hacía casi tres décadas que en la provincia no habían tenido lugar levas generales a causa de la llegada de soldados provenientes de España y la existencia de milicias formadas por voluntarios blancos, pardos y morenos libres. Sin embargo, en 1809 por órdenes del capitán general de Venezuela, Vicente Emparan, se puso en práctica una impopular leva de vagos.
La difusión de ideas independentistas y las amenazas de invasiones navales francesas provocaron que Emparan tratara de modernizar el ejército para evitar la dependencia de la milicia, de la cual muchos de sus miembros desertaban. Al comienzo de la leva se reclutaron a vagos y delincuentes, pero luego se forzaron a incorporarse a hombres libres de las clases bajas sin ninguna distinción, llegando a detenerse a más de 350 hombres. En los siglos pasados las campañas de reclutamiento eran dirigidas hacia los blancos o los que pasaran por blancos, pero en la leva de Emparan la mayoría de los reclutados eran hombres de color. Los reclutados, en su mayoría, provenían de zonas alejadas de Caracas y fueron trasladados a la ciudad y alojados como prisioneros en cárceles, cuarteles y hospitales con malas condiciones, lo que provocó que sus familiares se trasladaran a la ciudad para tratar de lograr su libertad.
Aunque algunos de los detenidos fueron liberados, la mayoría fue reclutada. Los blancos eran incorporados al ejército regular y los hombres de color a la milicia de pardos, pero  debido a la restricción del número efectivos para este cuerpo y que por su color no podían ingresar al ejército regular, muchos eran destinados a trabajos forzados en obras públicas y vivían en casas de corrección.
El proceso de reclutamiento generó un amplio rechazo y oposición en varios sectores de la sociedad. La impopularidad de la medida afectó el liderazgo de Emparan y pudo haber influido en su caída. En 1808 previo a la aplicación de la leva, se había dado un intento por parte de los mantuanos para desconocer a las autoridades realistas, pero este no contó con el apoyo popular debido a las diferencias sociales y de castas. Incluso, luego del fallido intento, oficiales pardos se ofrecieron para castigar a los criollos y peninsulares que habían promovido la creación de una Junta Suprema. Sin embargo, la leva de 1809 fue uno de los factores que minó ese respaldo, creando un descontento que fue aprovechado por los criollos para deponer a Emparan.
Aunque la levo logró incorporar una gran cantidad de soldados, también permitió crear una coalición opositora en contra de Emparan que lo acusaba de convertir su gobierno en una tiranía, aprovechándose de los humildes y haciéndolos pasar por vagabundos. Desde la Real Audiencia de Caracas se cuestionaba la legalidad del proceso y, liderados por el abogado y fiscal Francisco Espejo, se inició una campaña de defensa donde se denunciaban como pequeños propietarios y trabajadores fueron reclutados a la fuerza.

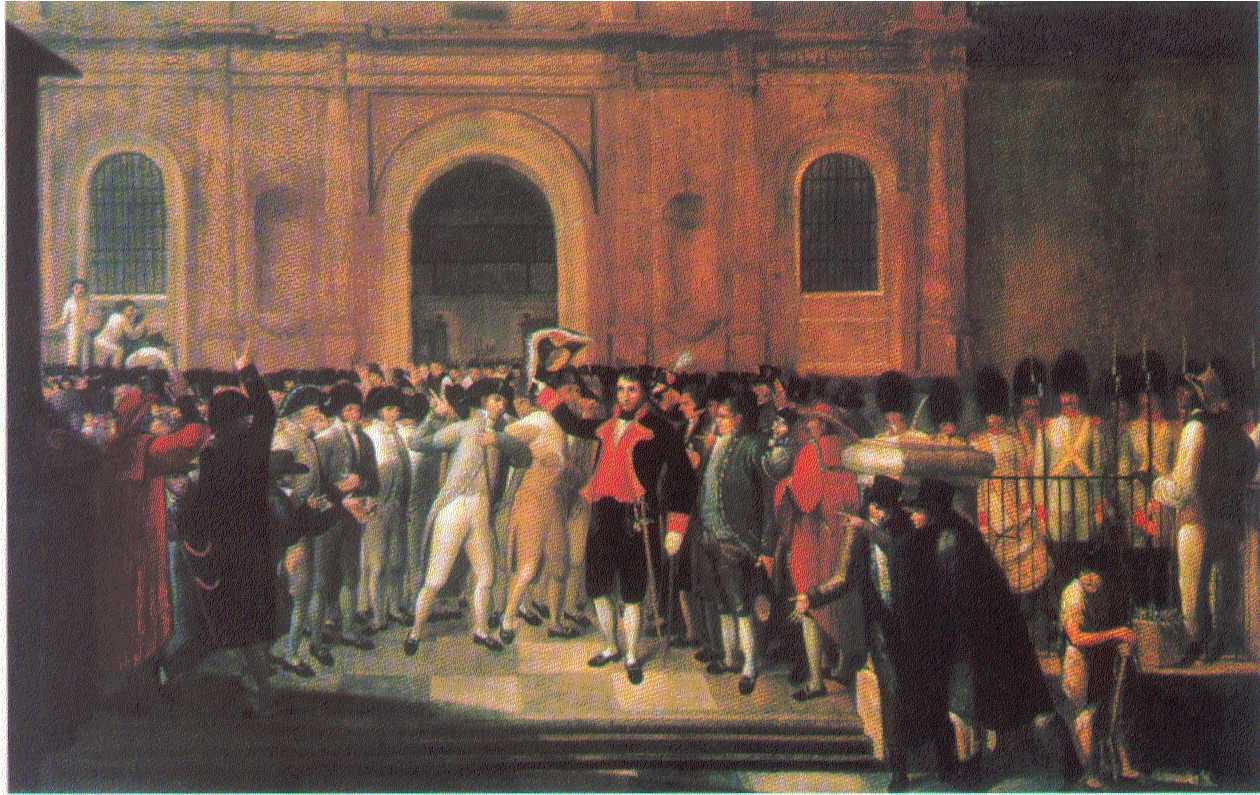
El tumulto del 19 de abril de 1810 por Juan Lovera

Tras la renuncia de Emparan por los sucesos del 19 de abril de 1810 se estableció la Junta Suprema de Caracas que se negó a reconocer a las autoridades y declaró la amnistía general para los reclutados acusados de vagabundos. En el Acta del 19 de abril de 1810 se confirmaron casi todas las leyes que regían previamente con algunas excepciones entre las que se encontraban las que estaban relacionadas con el reclutamiento de vagos.
Posterior a los sucesos del 19 de abril, la postura de la junta con respecto al reclutamiento cambió. Se promovió la creación de cuerpos militares por medio del alistamiento de la población, con un periodo de servicio tres años para los voluntarios y cuatro para el resto, donde se incluían a los vagos. Se mantuvo el uso del reclutamiento forzado y se le asignaba una cuota para cada distrito de la provincia dependiendo de su población.
Tras la declaración de independencia en 1811, las autoridades realista realizaron un decreto en el que se ordenaba a todos los hombres de entre 15 y 50 años alistarse y en caso de no acudir serían acusados de traición. Esto fue replicado meses después por los patriotas que formaron milicias de blancos y también solicitaron la incorporación de estudiantes para cumplir labores de patrullaje. Algunos de los seguidores del bando patriota contribuyeron aportando dinero y en ocasiones esclavos para que se sumaran al ejército.
Desde el inicio la guerra de independencia el uso del reclutamiento fue constante por ambos bandos, pese a ello, el bando patriota encontró fuerte resistencia de sectores populares para incorporarse a sus filas. El regionalismo imperante y la falta de una conciencia de identidad nacional provocó que las demás provincias se negaran a entregar soldados a la causa patriota debido al efecto negativo de las levas en la economía local y la agricultura. Por otra parte, las diferencias de casta, la falta de concesiones a las clases populares y la continuidad de la esclavitud influyeron en que una gran cantidad de hombres se unieran al bando realista para combatir contra la república liderada por los mantuanos provocando que el conflicto por momentos se convirtiera en una guerra civil.
La resistencia de incorporarse al ejército provocó que empezara a emplearse el reclutamiento forzado y que las autoridades aplicaran severos castigos para tratar de frenar el creciente número de desertores, muchos de los cuales terminaban pasando al bando realista atraídos por mejores condiciones y promesas de libertad, como las realizadas por el caudillo José Tomás Boves.
En 1812 el general Francisco de Miranda decretó la ley marcial donde solicitaba a todos los hombres entre 15 y 55 años alistarse y los que se resistieran serían considerados traidores y juzgados. También solicitó la incorporación de mil esclavos a su ejército ofreciéndole la libertad luego de cuatro años de servicio y destacadas acciones en combate. Esta oferta causó rechazó no solo en los realistas, sino también entre parte de los republicanos que no veían con buenos ojos la incorporación de los esclavos. Varios de los principales promotores del movimiento independentista eran propietarios de grandes haciendas cuya principal mano de obra eran los esclavos. Además, el temor a que se repitieran los sucesos de la revolución haitiana en Venezuela llevó a que algunos líderes desalentaran la incorporación de los esclavos en el conflicto.
Tras la caída de las dos primeras repúblicas, el bando patriota trató de atraer a la población de color a su bando. En 1816 el militar Simón Bolívar, a causa de una solicitud de Alexandre Pétion a cambio de ayuda, ofreció en los decretos de Carúpano y Ocumare la libertad y ciudadanía a los esclavos que se unieran en el ejército. El ofrecimiento tuvo poco efecto debido a la impopularidad de los patriotas entre los esclavos y las masas de color.
En 1817 se publicó la ley marcial que establecía el alistamiento obligatorio de los hombres mayores de 14 años, los que se resistieran serían considerados traidores y ejecutados. El debilitamiento de los realistas, la falta de promesas para con los hombres de color y la descentralización del mando patriota hacia los llaneros y personas de sectores populares liderados por figuras como José Antonio Páez, influyó en que poco a poco la mayoría de la población comenzara a apoyar e incorporarse a la causa patriota.

#### Gran Colombia
Luego de la formación de la Gran Colombia y a pesar de que el conflicto empezaba a ser favorable para las fuerzas patriotas, el uso del reclutamiento forzado se mantuvo. Desde 1819, según algunas estimaciones, el número de efectivos pasó de unos siete mil soldados a cerca de 23000 para 1821, muchos de ellos reclutados por la fuerza.
Debido a las pérdidas de efectivos durante la Batalla del Pantano de Vargas en 1819, Bolívar decretó la ley marcial que indicaba que todos los hombres entre 15 y 40 años residentes en provincias cercanas donde tuvo lugar la batalla debían presentarse ante las autoridades para reclutarlos. Los que no se presentaran serían fusilados de igual forma las autoridades que no colaboraran. 

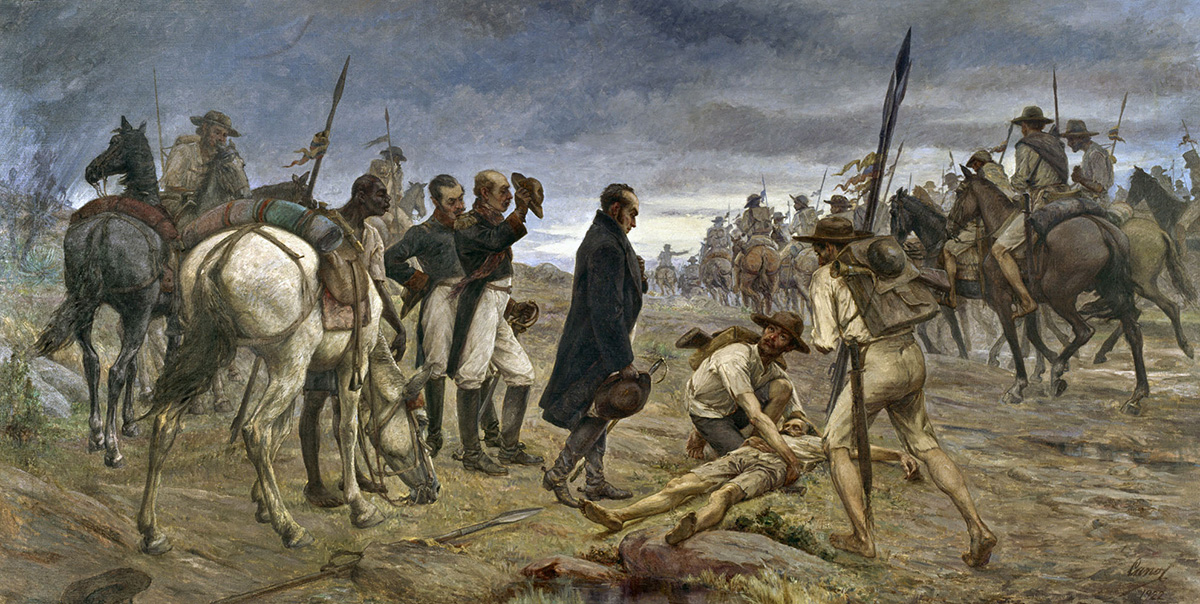
Paso del ejército libertador por el Páramo de Pisba por Francisco Antonio Cano.

La orden de escalar la cordillera de los Andes en 1819 motivó una de las primeras deserciones masivas en el ejército. Luego del cruce, las autoridades aprobaran la conscripción por medio de la quinta, motivados por la cantidad de soldados que desertaron y los que murieron en la cordillera. Los hombres reclutados eran mezclados con los de diferentes provincias y enviados lejos de su lugar de origen para desmotivar las deserciones. La renuencia de los hombres y sus familias a enlistarse era habitual. El general Francisco de Paula Santander en una carta le mencionó a Bolívar que «vienen veinticinco reclutas y me rodean treinta mujeres, cuarenta niños, llorando por sus maridos y padres».
En 1821 se emitió una ley donde se organizaba el sistema de conscripción para regularizar el proceso de alistamiento y en 1824 por órdenes del general Santander se publicó un decreto para lograr aumentar el número de soldados y entre los métodos aprobados para lograr tal fin se encontraba la leva.
Ambos bandos siguieron sufriendo altos niveles de deserción debido a la falta de pagos y las malas condiciones a las que eran sometidos los soldados. En algunos casos los reclutas eran arrestados para evitar que huyeran siendo trasladados amarrados y a los desertores se les fusilaban frente a sus compañeros como escarmiento. Entre las medidas que se utilizaron para atraer nuevos soldados se encontraba la publicación de decretos de indulto para los desertores que se unieran al bando contrario.
Con el correr de la guerra las deserciones siguieron en aumento. En 1820 el general Manuel Valdés se quejaba de que de los 2000 soldados que tenía hace tres meses solo le quedaban la mitad. Mientras que Daniel Florencio O'Leary mencionaba que entre 1818 y 1822 se habían incorporado al batallón de élite de rifles 22000 hombres, pero que para 1822 solo había 600. O’Leary recomendaba alistar a unos 20000 para conservar 6000.

La falta de efectivos llevó a que se siguiera insistiendo en usar a los esclavos como soldados y los militares negros debían llevar insignias que los distinguían de los oficiales blancos. Otro de los motivos que llevó a incorporar a los esclavos y mestizos libres al ejército se debió a que parte de la élite blanca esperaba que por medio de la guerra se lograra reducir su población para evitar el riesgo de que se instalara una pardocracia. En una carta de 1820 de Bolívar al general Santander sobre la leva de esclavos mencionaba que:
«... Es, pues, demostrado por las máximas de la política, sacada de los ejemplos de la historia, que todo gobierno libre que comete el absurdo de mantener la esclavitud es castigado por la rebelión y algunas veces por el exterminio, como en Haití. ¿Qué medio más adecuado ni más legítimo para obtener la libertad que pelear por ella? ¿Será justo que mueran solamente los hombres libres por emancipar a los esclavos? ¿No será útil que estos adquieran sus derechos en el campo de batalla, y que se disminuya su peligroso número por un medio poderoso y legítimo?...».
A medida que el bando patriota iba alcanzando la victoria las promesas de libertad para con los esclavos que lucharon en este bando disminuían. En 1821 una resolución del  Congreso General de Colombia no mencionaba la libertad como retribución por los servicios de los esclavos, sino que dependería de cada caso y se decretaba la indemnización para los antiguos propietarios.
En 1826, por decisión de José Antonio Páez se emitió la Orden de Alistamiento General en la ciudad de Caracas, pero pocos fueron los que acudieron a inscribirse provocando que se empezaran a aplicar reclutamientos forzados de todos los hombres sin distinción de edad o empleo generando descontento entre la población. Las quejas por el proceso de reclutamiento llevó a que el vicepresidente gran colombiano Santander destituyera a Páez como Jefe Militar del Departamento de Venezuela y se le ordenó que compareciera ante el senado para que se defendiera de las acusaciones. Estas órdenes fueron ignoradas del lado venezolano, se justificó el proceder de Páez y se le proclamó como el Jefe Civil y Militar de Venezuela por el Concejo Municipal de Caracas iniciado el movimiento separatista conocido como La Cosiata.
Para 1830 el ejército comenzó a resultar demasiado grande y costoso lo que ocasionaba la falta de pago y raciones de comida para los soldados, provocando constantes rebeliones  y deserciones. Además, empezaron a surgir tensiones internas debido a las nacientes ideas nacionalistas que acelerarían la disolución de la Gran Colombia. Mientras que existían un importante número de oficiales venezolanos, la mayoría de los nuevos reclutas provenían de Colombia y Ecuador, los reclutas venezolanos morían en el trayecto o desertaban.

#### Época republicana
Tras el inicio de la república al ejército se le disminuyó su presupuesto y número de efectivos, pese a esto se empezaron a desarrollar una serie de legislaciones para tratar de profesionalizarlo y definir los mecanismos de reclutamiento. En la constitución de 1830 se le daba la potestad al poder legislativo para fijar los mecanismos de alistamiento y el número de efectivos que requería el ejército permanente y la milicia.
En 1830 el Congreso Constituyente de Valencia estableció que la Fuerza Armada quedaría compuesta por el Ejército Permanente, la Milicia Nacional y la Marina de Guerra. También se aprobó la Ley de Milicia Nacional donde se declaraba que todos los venezolanos entre 18 y 40 años debían servir de forma obligatoria en la milicia local. Los gobernadores provinciales tenían la labor de establecer las listas de hombres para servir en la milicia y solo se exceptuaban a los trabajadores públicos y a los religiosos. En 1836 se modificó la Ley de Milicia Nacional para incluir el mecanismo de sorteo como un método más para escoger a algunos de los nuevos reclutas.
Aunque desde la guerra de independencia existieron promesas de abolir la esclavitud, estas no se concretaron hasta 1854 e incluso muchos propietarios trataron de reincorporar a los esclavos que habían sido liberados por servir en el bando patriota. En 1835 se emitió un decreto donde se estableció que los esclavos que se unieran al servicio militar seguirían siendo esclavos, esto estuvo motivado por el daño patrimonial que sufrieron algunos propietarios cuyos esclavos se alistaban para tratar de lograr la libertad por este medio.
Con el paso de los años las autoridades trataron de modernizar y profesionalizar al ejército. Inspiradas en modelos europeos comenzaron la formación de oficiales, principalmente provenientes de la oligarquía criolla, en la Academia Militar de Matemática. A pesar de estos intentos, la falta de control del gobierno central, el regionalismo y el caudillismo contribuyó al desarrollo de una serie de guerras civiles que provocaron que durante este siglo el reclutamiento forzado fuera habitual.
Las constantes rebeliones influyeron en que los gobernantes de turno trataran de implementar medidas de pacificación para apaciguar a los caudillos regionales y para atraer más hombres al ejército. Tras la Revolución de las Reformas, Páez aprobó la Ley de Enganche de 1837, donde se permitió reincorporar a los insurrectos al ejército y se establecía una serie de estímulos para fomentar la incorporación de nuevos reclutas, pero fueron pocos los que se que unieron de forma voluntaria por lo que se siguió recurriendo al reclutamiento forzado.

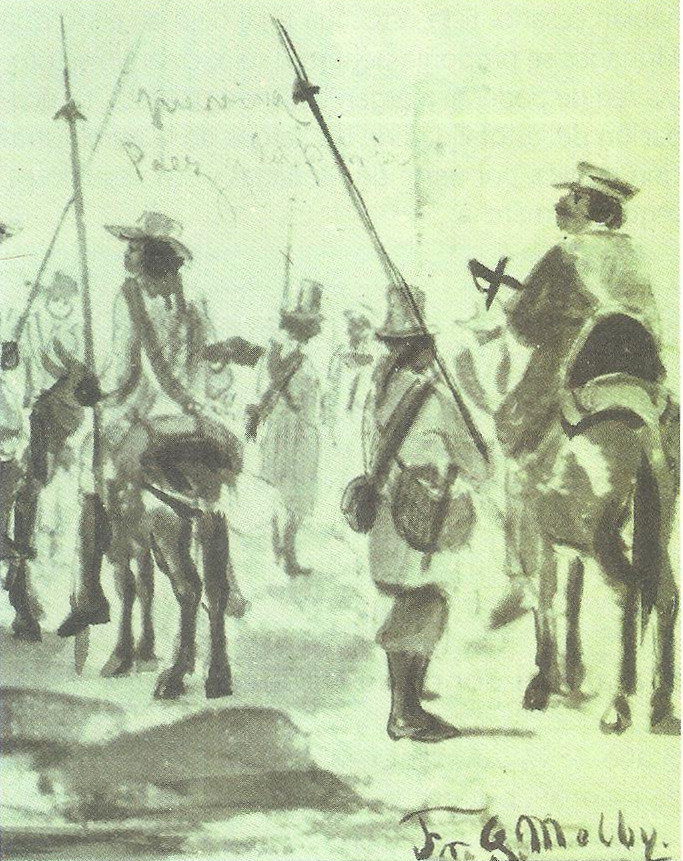
Dibujo Guardia presidencial de José Tadeo Monagas por Fritz Melbye

Durante el régimen de los hermanos Monagas se dictaron medidas de conciliación como la excepción del servicio para algunas personas, reglas para evitar el maltrato de los jefes a los soldados y una amnistía para los milicianos desertores. En 1854 se aprobó una nueva ley de milicia nacional donde se establecían las excepciones, los métodos de reclutamiento y las sanciones a los renuentes. Los Monagas también promovieron la expulsión de oficiales opositores e incentivaron el alistamiento de los afines a su régimen.
A la llegada de un nuevo gobierno muchas de las leyes eran modificadas en función de sus intereses provocando constantes cambios en cuanto a las políticas de reclutamiento. En la Constitución de 1864 se recogieron los mecanismos de alistamiento. En el artículo 94 se establecía que cada estado del país debía proporcionar un contingente llamando a los ciudadanos al servicio conforme a las leyes.
Durante este siglo el reclutamiento forzoso aportó la mayor parte de los soldados de la nación, la mayoría de los cuales eran pobres. Muchos de los soldados terminaban muriendo en los campos de batalla o sobrevivían con bajos sueldos, lo que estimulaba la deserción. El temor al alistamiento eran tan grande que se volvió habitual que los trabajadores y campesinos huyeran de cualquier extraño al pensar que eran reclutadores. En 1869 el periodista Antonio Leocadio Guzmán criticó al gobierno de Juan Crisóstomo Falcón por la puesta en práctica de la recluta. Llegó a denunciar que desde el régimen de Falcón se cazaban a «los hombres por los poblados y los campos con furor satánicos».
Los constantes procesos de reclutamientos provocaban que los hombres que ya habían cumplido con su servicio militar fueran nuevamente incorporados al ejército. Según el historiador Francisco González Guinán, en 1870 se dio el caso de un hombre de edad avanzada que fue reclutado. Tras la insistencia del hombre, fue presentado ante el gobernador al cual le mostró un licenciamiento firmado por Simón Bolívar por su participación en la Batalla de Carabobo de 1821. Fue tal la sorpresa del gobernador que llegó a expresar «! Un fundador de la independencia americana, víctima del odioso reclutamiento!».
En 1873, durante el régimen de Antonio Guzmán Blanco, se aprobó el Código Militar que sustituyó a las antiguas disposiciones en la materia. En el código se mencionaba que todos los hombres de entre 18 y 60 años deberían estar disponibles para formar parte de la Fuerza Armada y la Marina. El ejecutivo federal tenía la potestad de decidir el número de ciudadanos llamados a prestar el servicio, mientras que para la milicia nacional lo podían hacer las autoridades respectivas en cada uno de los estados.
Se estableció el tiempo de servicio en cuatro años, aunque solo se daba por finalizado el servicio una vez que se hubiera reclutado el número suficiente de hombres para reemplazar a los que habían cumplido su tiempo. El código también mencionaba que se debía evitar el reclutamiento de los procesados por causas militares e incluía una pena de cuatro años de cárcel para los desertores y los que colaboraran con ellos. Además, se establecía el uso de castigos corporales en los soldados que incluían la mordaza, el tramojo, el cepo, el látigo, entre otros.
En 1882 se produjo una reforma del Código Militar donde se redujo el periodo de servicio en dos años y se le dio la potestad al Congreso para que decidiera el número de alistados basados en los datos del censo. También se hizo mención de las personas que quedarían exentas de cumplir el servicio, entre los que se incluían a empleados públicos, religiosos, hombres casados, médicos, profesores, estudiante, etc. En la lista se agregaron a los empleados y obreros que se dedicaban a la construcción de obras de ferrocarriles.

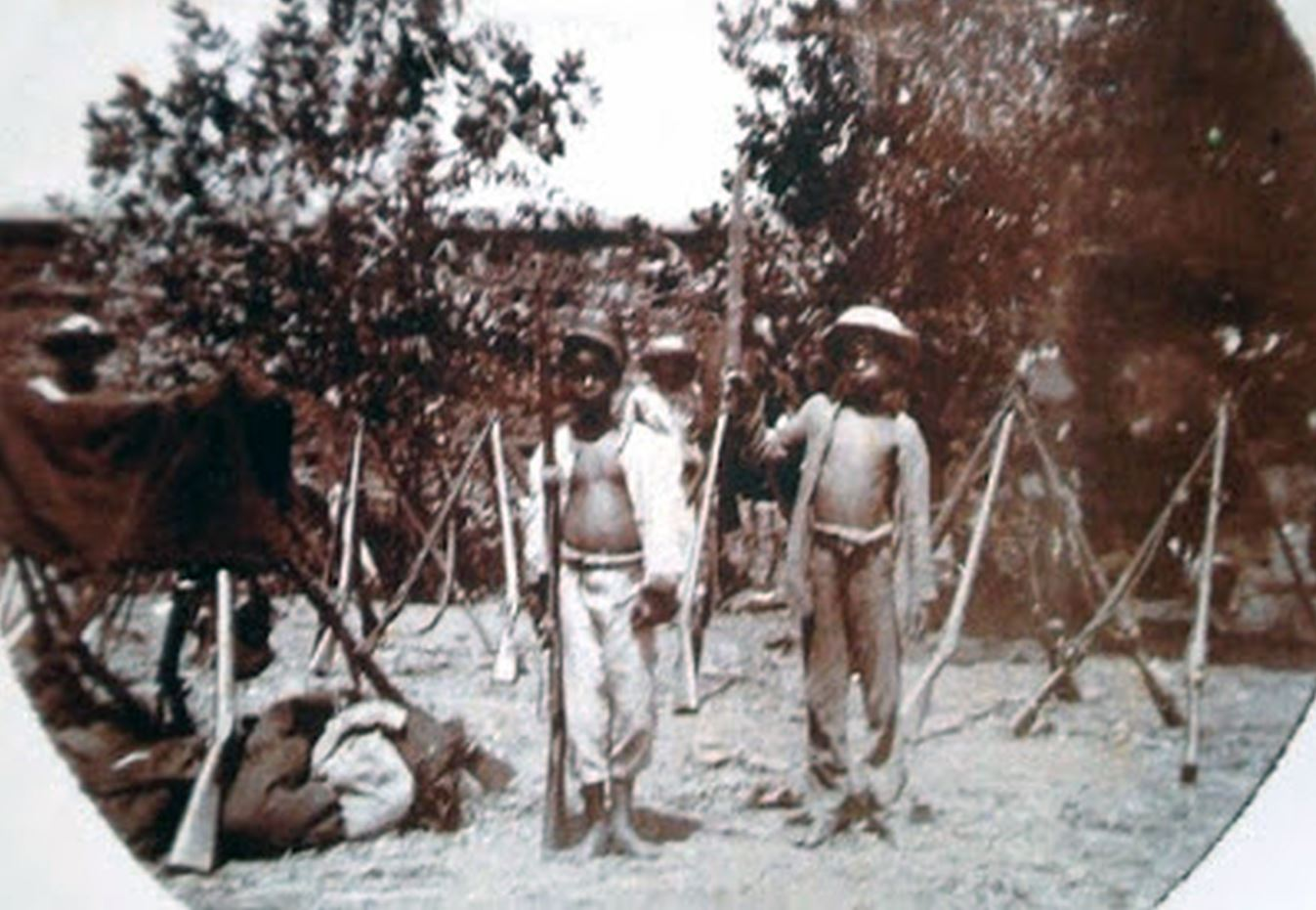
Niños soldados durante la Revolución Legalista.

A pesar de los intentos para profesionalizar al ejército, las rebeliones se mantuvieron. Varios caudillos seguían manteniendo el control en algunas regiones del país y provocaban constantes luchas para ampliar sus áreas de influencia. Estos hombres, que eran propietarios de vastas extensiones de tierra, mantenían una relación clientelar con sus peones de los que disponían para hacer la guerra a otros caudillos. En 1893, durante la Revolución Legalista, ambos bandos recurrieron al reclutamiento forzoso de adultos, adolescentes y niños. El gobernador de Caracas, Luciano Mendoza, ordenó el reclutamiento de los civiles para defender la capital.
Las políticas de reclutamiento se mantuvieron en el régimen de Joaquín Crespo donde las milicias pasaron a ser denominadas como milicias ciudadanas y durante el gobierno de su sucesor, Ignacio Andrade, se emitió una resolución donde de establecía que el alistamiento de los posibles candidatos se realizaría mediante una inscripción y luego se seleccionarían por medio de un sorteo.

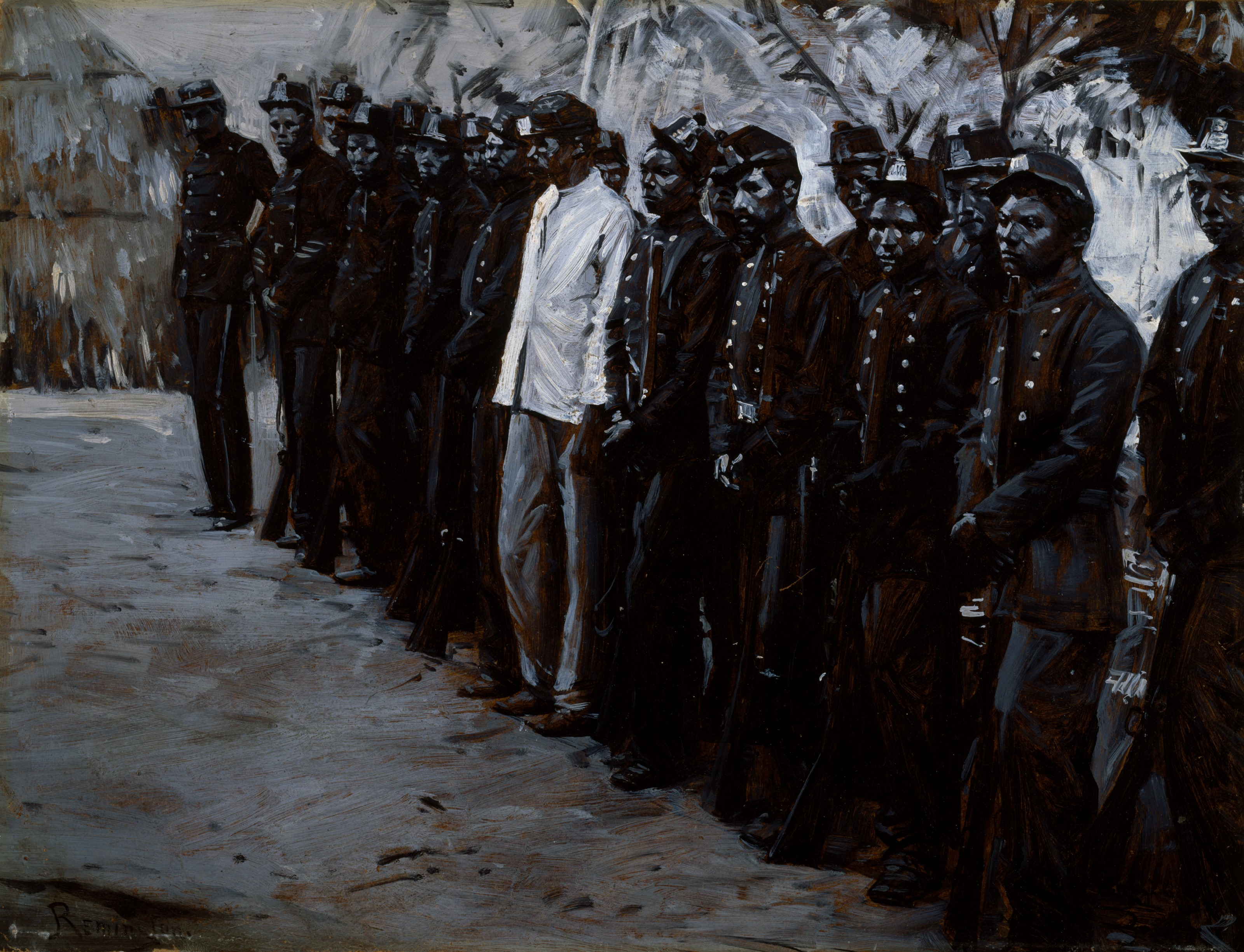
La guardia venezolana en El Dorado de Gilbert Gaul.

Para finales de siglo el rechazo de parte de la población al reclutamiento forzado motivó a que algunos políticos e intelectuales criticaran su puesta en práctica. En 1892 el político Rafael Seijas propuso un sistema de servicio voluntario y en 1897 el Partido Liberal Nacionalista tuvo entre sus propuestas para las Elecciones presidenciales de 1897 la abolición de la recluta.
En la literatura de la época también se hizo evidente el rechazo al reclutamiento forzoso. En 1891 se publicó la obra El Recluta de José Ignacio Lares, en ella se narraba el drama de una familia cuyos miembros se vieron afectados por el reclutamiento. Mientras que 1899, en la novela El Sargento Felipe publicada por el escritor Gonzalo Picón-Febres, se contaba la historia de como los caudillos regionales obligaban por la fuerza y bajo amenaza de fusilamiento a los hombres a unirse a sus tropas.

### SigloXX

#### Dictadura de Cipriano Castro

Soldados del régimen de Castro, incluidos niños.

El inicio del nuevo siglo coincidió con el ascenso al poder de los andinos, estos «nuevos hombres con nuevos ideales y nuevos procedimientos» sentaron las bases para eliminar el caudillismo e iniciar la profesionalización y modernización del ejército.
Tras la llegada al poder de Cipriano Castro por medio de la Revolución Liberal Restauradora, se desató una nueva guerra civil, conocida como la Revolución Libertadora que estuvo dirigida por el banquero Manuel Antonio Matos. Durante el conflicto fue habitual el reclutamiento forzado por ambos bandos, principalmente de hombres pobres considerados por las autoridades como vagos. En un comunicado de la Gobernación del Distrito Federal de 1902 se solicitaba a detener a personas acusadas de vagos para entregarlos al ejército. También era común que los prisioneros de guerra fueran reclutados por el bando contrario. El rechazo al alistamiento en la población provocó que algunas personas fingieran enfermedades para evitar la recluta y aquellos que eran atrapados se les trasportaban encerrados en vagones y se les amenazaba con el fusilamiento para desalentar las deserciones.

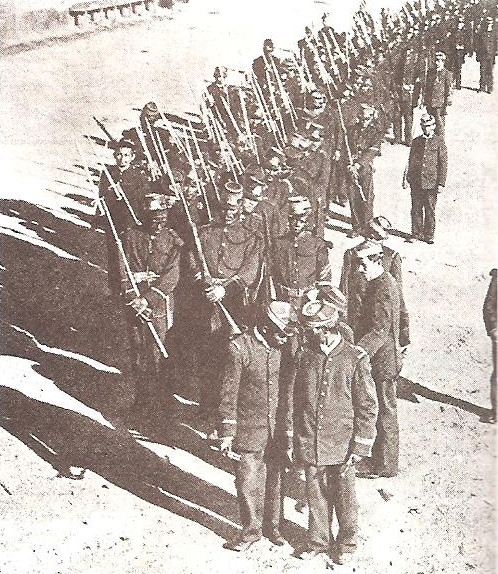
Guardia Negra de Castro

Tras la derrota de los rebeldes se consolidó la dictadura de Castro y se comenzaría a dar los primeros pasos para la profesionalización de las Fuerzas Armadas. En 1903 se creó la Escuela Militar de donde surgirían los primeros oficiales versados en conocimiento técnico que sustituirían progresivamente a los conocidos popularmente como oficiales «chopo e ́ piedra» que se formaban al fragor de las luchas.
En 1904 el régimen aprobó un nuevo Código Militar que poco cambió a los de 1873 y  1882. A pesar de la aprobación del nuevo código, el reclutamiento forzada seguía siendo habitual lo que provocó que diversos intelectuales criticaran su aplicación. El reconocido vecino de Táriba José Valery le recomendó a Castro instaurar el servicio de quintas mientras que el político César Zumeta criticaba el «feudalismo grotesco de una minoría privilegiada que obligaba a pagar el tributo de sangre de nuestros cuartelazos a la clase popular». En 1907 circuló la novela El recluta de Virginia Gil de Hermoso donde narraba las penurias de un joven que fue forzado a ir a la guerra. En la obra, Gil de Hermoso llegó a definir el reclutamiento como «una epidemia reinante, un azote de muerte al pobre».

#### Dictadura de Juan Vicente Gómez

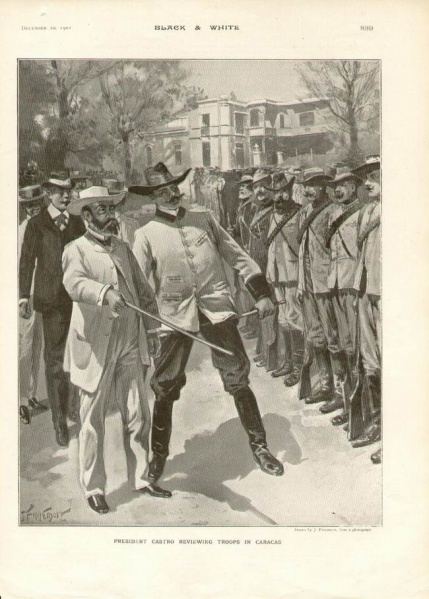
Cipriano Castro junto a Juan Vicente Gómez pasando revista a las tropas en 1902.

Derrocado Castro se dio inicio a la dictadura de Juan Vicente Gómez durante la cual se terminaría con la profesionalización y modernización del ejército. El régimen trajo al coronel chileno Samuel Mac Gill, de influencias prusianas, que contribuyó en la modernización y centralización de las fuerzas armadas a través de la formación de los soldados en ideas relativas a la defensa de las fronteras y la integridad nacional. También se pusieron en práctica una serie de legislaciones para tratar de sustituir el reclutamiento forzado por medio del servicio militar obligatorio. El proceso de reclutamiento, profesionalización y modernización del ejército le permitió a Gómez erradicar los últimos vestigios del caudillismo y mantenerse en el poder por casi tres décadas.
A pesar de la profesionalización del ejército y las legislaciones sobre el alistamiento, en parte de la población el servicio militar era visto más como un castigo que como un deber ciudadano lo que provocó que se siguiera poniendo en práctica el reclutamiento forzado. En 1908 Gómez solicitó a las autoridades de cada estado enviar contingentes de milicianos para incorporarlos al ejército. La orden generó el reclutamiento forzado de trabajadores, desempleados, delincuentes e incluso los que estaban exceptuados por el Código Militar de 1904.
El descontento provocado por el proceso de alistamiento llevó a que el ministro de Guerra y Marina, Régulo Olivares, dirigiera una circular a las autoridades de algunos estados en donde criticaba la aplicación del reclutamiento forzado. Este rechazo a la recluta se reflejó en el artículo 23 en la Constitución de 1909 que prohibía el uso del reclutamiento forzoso y se disponía que solo se emplearan los mecanismos dispuestos en la ley. A pesar de los llamados de atención se siguieron incumpliendo los procedimientos respectivos al reclutamiento. Aunado a esto, la falta de nuevos contingentes anuales provocó que se prorrogara el servicio de los soldados activos generando deserciones y que muchos familiares le enviaran cartas al dictador solicitando las bajas de sus hijos.
Algunos comandantes empezaron a quejarse a sus superiores debido a que muchos de los reclutas eran opositores políticos, vagabundos o criminales, los cuales incitaban a motines y deserciones. En 1918 el general José Farias, comandante del Castillo San Felipe, decidió no reclutar a los «pendencieros, vagos y bebedores de cocuy».
Debido a la renuencia para alistarse, en ocasiones se recurrían a diversos procedimientos para reclutar a los hombres. Según la autora Cecilia Pimentel, en el pueblo de El Sombrero, el jefe civil organizó una fiesta en la plaza del pueblo que atrajo a muchos campesinos y habitantes. Mientras transcurría el evento, los soldados comenzaron a cercar a todos los que estaban en la plaza para posteriormente atrapar y maniatar a los hombres para reclutarlos.
En 1919 se aprobó la Ley Nacional de Formación y Reemplazo de las Fuerzas de Tierra y Mar. En la ley se establecía los mecanismos para el registro militar, los casos de excepción y las penas de los infractores. Según la ley todos los hombres de entre 21 y 45 años debían inscribirse en el registro militar y a partir de este se realizaba un sorteo en la capital de cada estado para elegir a los nuevos reclutas. Los que no acudían al llamado eran considerados desertores y sufrían penas de prisión.
El tiempo de servicio era de dos años en tiempos de paz y en tiempo de guerra según resolviera el ejecutivo. Las juntas de inscripción eran las encargadas de establecer las excepciones como la de personas incapacitadas, religiosos, presos, casados, estudiantes, profesores, doctores, etc. A los nuevos reclutas se le entregaba una libreta de conscripción debido a que previamente las personas que prestaban servicio no recibían ningún documento que verificara que ya habían cumplido con el servicio, lo que provocaba que fueran constantemente reclutados.
Sin embargo, en parte de la población se mantuvo el rechazo a prestar el servicio militar. En 1920 el presidente del estado Zamora, Edilio Febres Cordero, le envió un telegrama al dictador donde le informaba la migración de parte la población a Colombia para evitar la conscripción. Mientras que en algunos de los registros de la época se encontraron gran cantidad de solicitudes de excepción del servicio basadas en las disposiciones de la ley.
En 1926 la Ley de Formación y Reemplazo fue sustituida por Ley de Servicio Militar Obligatorio, que en sus disposiciones era similar a ley anterior. En esta nueva ley se hizo énfasis en las excepciones al servicio a los obreros y trabajadores de empresas de ferrocarril. Esto pudo estar influenciada por los intereses de empresas extranjeras que desde años anteriores perdían a la mano de obra por las constantes reclutas forzosas.
A pesar de las legislaciones existentes, el reclutamiento forzoso se mantuvo, al no completarse los cupos las autoridades recurrían a la fuerza. Los encargados del proceso, denominados como las comisiones, iban por los pueblos buscando a los jóvenes en edad militar y en algunos testimonios de la época se le describía como una «cacería humana» que recordaba «las descripciones de las cazas de negros esclavos en las costas de África».
Muchos de estos jóvenes huían a las montañas cercanas de sus poblados para evitar la recluta, sin embargo, los militares y revolucionarios que se alzaron contra el régimen, como Juan Pablo Peñaloza, Emilio Arévalo Cedeño, José Rafael Gabaldón, Rafael Simón Urbina y Pedro Elías Aristiguieta, aplicaban el reclutamiento forzado debido a la incapacidad para atraer hombres a sus causas.
En 1930 se aprobó un nuevo Código Militar donde se hacía mención a varias temas con respecto al servicio militar obligatorio y 1933 se aprobó la Ley de Servicio Militar como sustituta de la ley de 1926. Entre los cambios significativos con respecto a la ley anterior se encontraba el aumento del tiempo de servicio en tres años y la eliminación de la potestad que tenían los estados para formar milicias armadas.

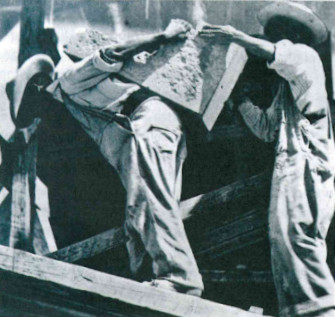
Trabajos forzados durante el gomecismo

En muchos casos los nuevos reclutas eran empleados para beneficio personal de funcionarios del régimen y sus allegados. Algunos soldados eran llevados para trabajar como sirvientes o peones en las haciendas y hatos del propio Gómez y sus afines. Según el testimonio de un soldado víctima de reclutamiento forzado, denunciaba como fue llevado a una hacienda a «jalá escardilla». En otras ocasiones se les empleaba en las construcciones de carreteras y obras públicas evitando que los soldados se quedaran en los cuarteles y pudieran organizar sublevaciones o insurrecciones.

#### Postgomecismo
En 1943 durante el gobierno de Isaías Medina Angarita se reformó la Ley del Servicio Militar y por medio de esta estableció la instrucción militar obligatoria para los dos últimos años de educación secundaria. En su mensaje al Congreso, Medina Angarita hizo referencia al reclutamiento forzado debido a que luego de la reforma de la ley se redujo el número de personas alistadas por la fuerza. El presidente llegó a mencionar que «el viejo dolor y la antigua vergüenza del reclutamiento forzoso, han terminado; este año, por primera vez, no ha habido reclutamiento forzoso en Venezuela».
Durante el Trienio Adeco se aprobó en 1947 una nueva constitución en la cual se mantuvo el servicio militar obligatorio, pero se prohibió el reclutamiento forzado en el artículo 30. Uno de los que pudo haber influido en esta decisión fue el poeta y Ministro de Relaciones Exteriores, Andrés Eloy Blanco, cercano al presidente Rómulo Gallegos, que tras ser testigo de un proceso de reclutamiento en 1924 escribió un poema criticó del mismo titulado Palabreo de la recluta.
En 1953 durante la dictadura de Marcos Pérez Jiménez de nuevo se modificó la constitución en la cual se mantuvo el servicio militar obligatoria y se eliminó la prohibición del reclutamiento forzado.

#### Bipartidismo

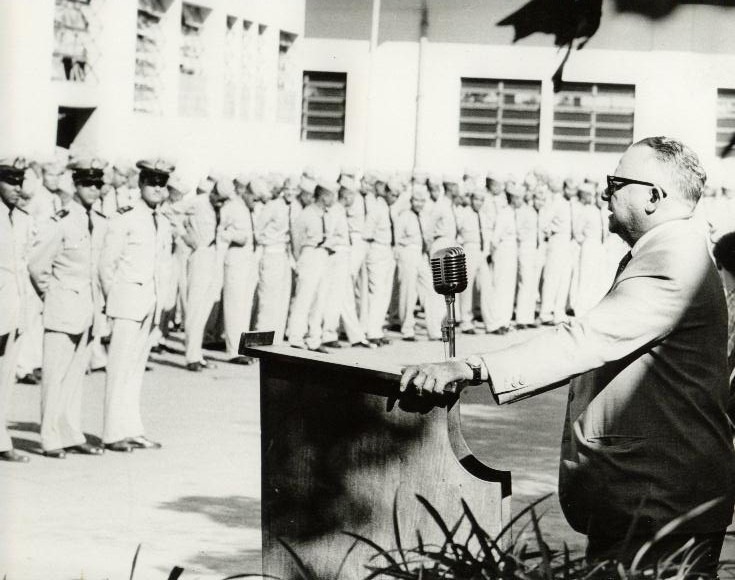
Rómulo Betancourt durante un discurso ante un grupo de oficiales.

Luego del retorno de la democracia, el gobierno de Rómulo Betancourt nuevamente se modificó la constitución y en ella se mantuvo el servicio militar obligatorio y se prohibió el reclutamiento forzado, sin embargo, la recluta se siguió implementando. En la constitución se mencionaba que «nadie podrá ser objeto de reclutamiento forzoso ni sometido al servicio militar sino en los términos pautados por la ley».
Entre las décadas de 1940 y 1970 los gobiernos de turno pusieron poco en práctica la Ley de Servicio Militar y la instrucción militar en los centros educativos. Esto pudo estar motivado debido a varios intentos de golpes de Estado, así como el surgimiento de grupos guerrilleros, lo que no hacía deseable para las autoridades capacitar a la población con conocimientos militares.
En 1978 se aprobó la Ley de Conscripción y Alistamiento Militar donde se fijaron todas las pautas para prestar el servicio y los castigos para los que lo evadían. La ley establecía que todos los venezolanos de entre 18 y 50 años debían inscribirse obligatoriamente ante el registro militar y en caso de no presentarse podrían ser sometidos a multas y arresto. Aquellos que no cumplían con el servicio no podrían ser aceptados en centros educativos, optar a licencias de conducir ni licencias para abrir establecimientos comerciales.
Por medio de la ley también se aprobó la creación de la asignatura de instrucción premilitar que tenía un carácter obligatorio y estaba dedicada a los dos últimos años de educación secundaria. Esta materia estaba bajo control de los ministerios de la defensa y de educación. Comenzó a implementarse progresivamente desde 1982 por medio de programas pilotos y era impartida tanto por profesionales en el área educativa y militar. Aunque no llegó a implementarse en todos los planteles educativos y en algunos de los centros no existían disponibilidad de militares para trabajar como educadores.
Al igual que en las épocas pasados la conscripción fue impopular para buena parte de la población. Durante el proceso de alistamiento las autoridades militares fijaban el plazo y el número de voluntarios necesarios para cada periodo. Pero la renuencia para inscribirse de forma voluntaria provocaba que al no alcanzar el cupo previsto se recurriera al reclutamiento forzado al cual generalmente eran sometidos jóvenes de clases populares.
Durante la década de 1990 la organización no gubernamental Provea denunció que las autoridades continuaban con la aplicación del reclutamiento forzado usándola de forma «sistemática». En 1992 la organización informó que varios trabajadores del sector trasporte en la ciudad de Maracaibo fueron reclutados mientras laboraban. De igual manera, reportó casos de estudiantes de la Universidad Central de Venezuela que sufrieron la recluta.
La ONG Red de Apoyo por la Justicia y la Paz lanzó campañas para que las autoridades abolieran la recluta y permitieran la objeción de conciencia. La organización denunció los maltratos a los que eran sometidos los reclutas y a modo de protesta se presentaban ante notarías municipales con objetores que se negaban a alistarse. Una de las activistas que destacó en la lucha contra la recluta fue Lolita Aniyar de Castro, que cuando fue electa como gobernadora del estado Zulia prohibió el reclutamiento forzoso en su jurisdicción.
Desde 1993 algunas autoridades regionales replicaron la prohibición de la recluta en algunos estados del país. Un año después fue elegido presidente Rafael Caldera, el cual llegó a expresar que el reclutamiento forzado había sido sustituido por un «movimiento espontáneo de voluntarios». Sin embargo, el reclutamiento forzoso continuó implementándose a pesar de que las autoridades lo negaban y justificaban estos procedimientos como una «revisión de documentos».
En 1998, Provea denunció el caso de Roberto Antonio Cabrera que fue reclutado pese a haber manifestado su objeción de conciencia debido a que era miembro de los Testigos de Jehová. Cabrera fue insultado y sufrió una golpiza siendo posteriormente encerrado en un armario donde le arrojaron dos bombas lacrimógenas. En algunos sectores de la cultura se mantuvo el rechazo a la recluta. El músico Paul Gillman fue uno de los opositores al reclutamiento forzado y en sus conciertos repartía volantes con la frase «no a la recluta».

### SigloXXI

#### Chavismo
Tras la llegada al poder de Hugo Chávez se aprobó la constitución de 1999 que estableció en el artículo 134 la posibilidad de sustituir el servicio militar obligatorio por un servicio civil. También se prohibió explícitamente el reclutamiento forzoso y se garantizaba la objeción de conciencia. En la constitución se leía que «toda persona, de conformidad con la ley, tiene el deber de prestar los servicios civil o militar necesarios para la defensa, preservación y desarrollo del país, o para hacer frente a situaciones de calamidad pública. Nadie puede ser sometido a reclutamiento forzoso».
A pesar de estos avances se denunció que la creciente influencia militarista en el gobierno, que pregonaba una «unión cívico militar», provocaría intentos para tratar de eliminar estas conquistas. En 1999 por medio de una resolución entre el ministerio de la defensa y el de educación se ratificó la implementación de la instrucción premilitar para los dos últimos años de la educación secundaria.
En el 2009 se aprobó la Ley de Reforma Parcial de la Ley de Conscripción y Alistamiento Militar que modificaba a la ley vigente desde 1978. La ley establecía que todos los venezolanos y entes públicos y privados debían estar inscritos de forma obligatoria en el registro militar y que el servicio militar era de carácter obligatorio. Las disposiciones de la ley con respecto a los excepciones, sanciones y mecanismos de reclutamiento eran similares a la ley anterior. Entre una de las modificaciones destacadas era que las mujeres deberían prestar el servicio de forma obligatoria al igual que los hombres.
Existieron denuncias de que esta ley entraba en conflicto con la constitución debido a que en ella se establecía que el servicio podría ser civil o militar, mientras que en la ley decía que el servicio militar era obligatorio. Luego de la reforma de la ley se dio un plazo para que todos los venezolanos se inscribieran en el registro militar, pero, según autores, el bajo número de inscritos provocó que en 2010 se reformara la ley para eliminar el plazo. Aunque en años posteriores no se convocaron procesos de alistamiento general debido a la cantidad de personas que se inscribieron de forma voluntaria.

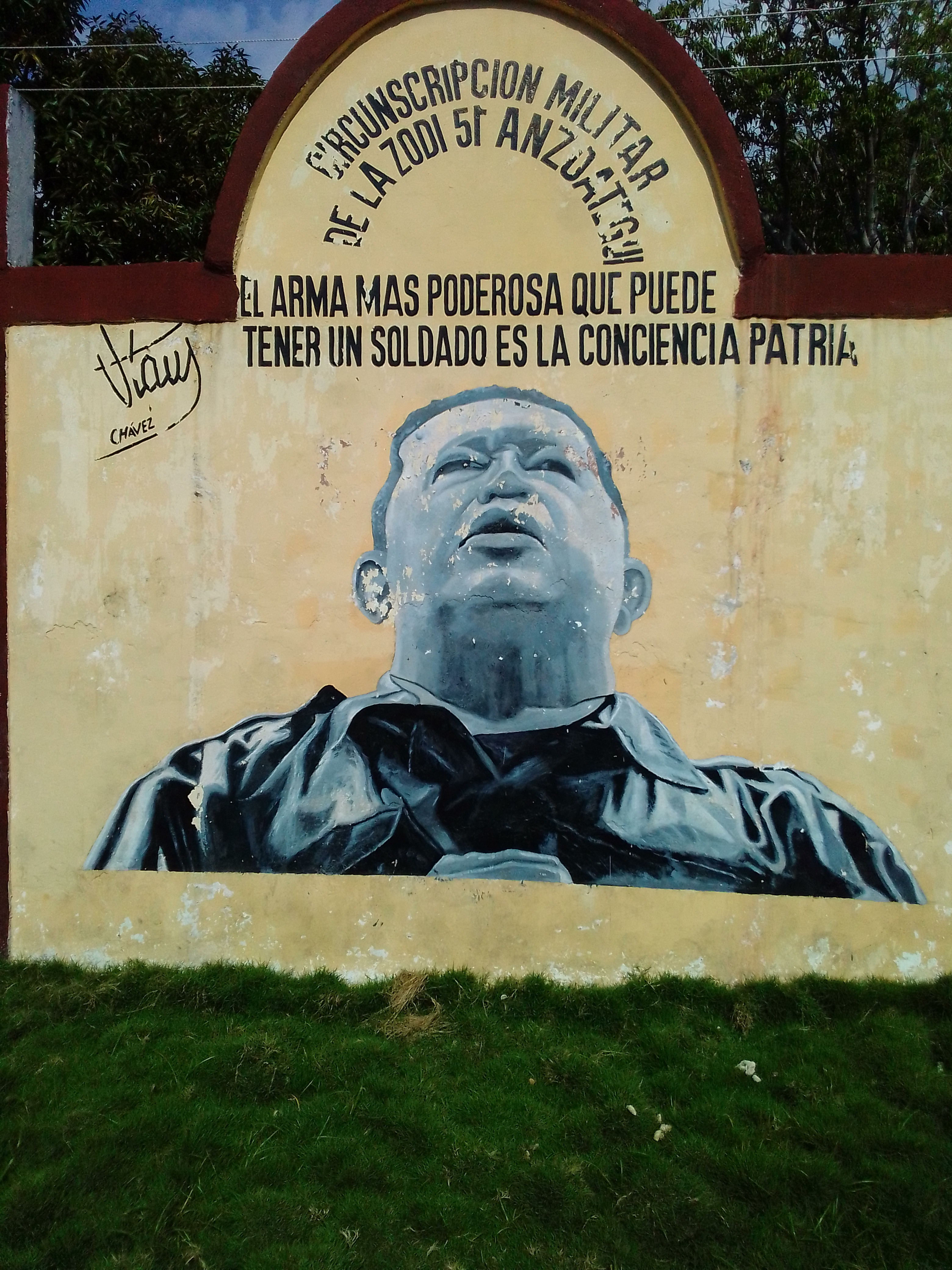
Propaganda bolivariana en la Circunscripción Militar de la Zona Operativa de Defensa Integral 51 Anzoátegui

En 2014 se aprobó la Ley de Registro y Alistamiento para la Defensa Integral de la Nación como sustituta de la ley anterior de 2010.   En ella se estableció que todas las instituciones públicas y privadas y los ciudadanos de entre 18 y 60 años debían inscribirse de forma obligatoria en el registro militar. En la ley se establecía que todos los que se encontraban en ese registro podían ser convocados para formar parte de la cuota anual de reemplazo. También se hacía mención de que el servicio civil quedaba bajo jurisdicción castrense y se enumeraban los posibles casos de excepciones para prestar el servicio.
En la ley se tipificó la figura del renuente y las sanciones respectivas entre las que se incluían multas, la no contratación por entes del sector público y privado, así como la imposibilidad de acceder a licencias de conducir ni títulos académicos. Desde varios sectores se denunció que la figura del renuente entraba en conflicto con la constitución debido a que en esta se garantizaba el derecho a la objeción de conciencia. En la ley también se mencionaba el deber que tenían las instituciones educativas así como los padres o tutores para incitar a los jóvenes que estaban bajo su responsabilidad a inscribirse en el registro.
Si bien desde el Estado se dejó de aplicar el reclutamiento forzado desde la década del 2000 diversas organizaciones no gubernamentales y activistas denunciaron que grupos paramilitares, guerrilleros y organizaciones criminales en zonas fronterizas con Colombia  sometieron a reclutamiento forzado a adultos, adolescentes y niños. En ocasiones las víctimas eran secuestradas y posteriormente forzados a incorporarse en las actividades de estos grupos. Este fenómeno aumentó debido a la migración forzada de millones de personas en condiciones de vulnerabilidad debido a la crisis política y social del país. En un informe de 2018 de la ONG Fundaredes reportó 250 denuncias de venezolanos que fueron reclutados por la fuerza por grupos irregulares. La ONG también denunció que debido a la crisis aumentaron los niveles de deserción escolar principalmente en la educación media y cerca de un 75% de los niños y adolescentes en zonas fronterizas que abandonaron la educación mantenían vínculos directos o indirectos con organizaciones armadas.